# 药物基因组学
药物基因组学（英語：pharmacogenomics），又称基因组药物学或基因组药理学，是研究基因组在药物反应中的作用。药物基因组学分析个体的遗传构成如何影响他/她对药物的反应。通过将基因表达或单核苷酸多态性与药代动力学（药物的吸收，分布，代谢，和消除）和药物效应动力学以及药物受体靶效应相关联，处理后天获得性的与先天性的遗传变异对药物反应的影响。
药物基因组学根据患者的基因型来保证最大疗效的同时将不良反应降到最低，用于探索合理的方法来优化药物治疗方案。这样的方法许诺“精密医学”（precision medicine）甚至“个体化治疗（personalized medicine）”的出现，其中药物和药物组合被优化来针对狭窄的患者子集，甚至针对每个人的独特遗传构成。无论是用来解释病人的反应还是缺乏治疗，或作为预测工具，都希望能够获得更好的治疗效果，更大的疗效，使药物毒性和药物不良反应（ADR）发生的最小化。对于对治疗缺乏治疗反应的患者，可以指定最适合其要求的替代疗法。为了提供给定药物的药物基因组建议，可以使用两种可能的输入类型：基因型分型或外显子或全基因组测序。测序提供了更多的数据点，包括检测过早终止合成蛋白（早期终止密码子）的突变。